# Westendstrasse 1
Westend Tower
Westendstrasse 1 é um arranha-céu com 208 metros (682 pés) de altura edificado na cidade de Frankfurt, Alemanha, foi concluído em 1993 com 53 andares.